# EE-11 (装甲車)
EE-11 ウルツ（ポルトガル語: Urutu、ブラジルに生息する蛇の一種。詳細はen:Bothrops alternatusを参照のこと）は、ブラジルのEngesa社が設計した装甲兵員輸送車である。

## 概要
EE-3 ジャララカ装甲車の後継として1970年から開発された。EE-11装甲車はその部品の多くに民生品を流用しており、コンポーネントの多くは同じEngesa社が設計したEE-9 カスカベル装甲車と共通化されている。74年から生産が開始され、90年までに1719輌が生産されている。
EE-11装甲車は（EE-9装甲車とともに）、主にラテンアメリカや中東、アフリカなどの第三世界諸国に輸出された。イラン・イラク戦争などで実戦投入され、ソ連製のBTR-60やBTR-70とほぼ同等の能力を持ちながら運用コストが安いことを証明した。
現在、ブラジル陸軍の保有するEE-11装甲車は、2012年からの配備を予定しているVBTP-MR グワラニ装甲兵員輸送車の配備までの埋め合わせのために、サンパウロ工廠において近代化改修が行われている。
退役の理由としては、現用の徹甲弾に対する防御力がないことが考えられるが、現在でもブラジル陸軍は国際連合ハイチ安定化ミッションにEE-11を多数投入している。

## 採用国
- ブラジル - 723両（陸軍と海軍）
- イラク - 148両
- アラブ首長国連邦 - 132両
- ヨルダン - 82両
- コロンビア - 2024年時点で、コロンビア陸軍が56両を保有[1]。
- リビア - 40両
- ベネズエラ - 38両
- チリ - 37両
- エクアドル - 2024年時点で、エクアドル陸軍が17両を保有[2]。
- アンゴラ - 24両
- チュニジア - 18両
- スリナム - 2024年時点で、スリナム国軍が15両を保有[3]。
- ボリビア - 2024年時点で、ボリビア陸軍が24両を保有[4]。
- パラグアイ - 2024年時点で、パラグアイ陸軍が12両を保有[5]。
- ガボン - 11両
- ジンバブエ - 7両